# Vísky (Rokycanyi járás)
Vísky település Csehországban, Rokycanyi járásban. Vísky Trokavec, Příkosice és Spálené Poříčí településekkel határos. Lakosainak száma 63 fő (2024. január 1.).

## Népesség
A település lakosságának változását az alábbi diagram mutatja:
| Lakosok száma | 286  | 270  | 199  | 101  | 48   | 43   | 45   | 55   | 66   | 63   |
|               | 1869 | 1900 | 1921 | 1961 | 1980 | 2011 | 2016 | 2019 | 2021 | 2024 |